# Hermann Billerbeck
Hermann Billerbeck (* 11. Februar 1656 in Lemgo; † 19. März 1706 in Hannover) war ein deutscher lutherischer Theologe und Konsistorialrat.

## Leben
Billerbeck war ein Sohn des Bürgers Johann Billerbeck in Lemgo. Er studierte Theologie und wurde 1680 dritter, 1683 zweiter Pastor in Stadthagen. 1689 wurde er an die Kreuzkirche nach Hannover berufen, von 1694 bis 1706 war er zweiter Pastor an der Schloßkirche, ab 1697 Konsistorialassessor und von 1698 bis 1706 als Konsistorialrat Mitglied des Konsistoriums.

## Werke
Leichenpredigten:
- für Jürgen Johann Sadler: Epithymeta Mortis. Der Todes-begierige Christe. Nach den ersten Satz/ des bekandten Gesanges: Ich bin müde mehr zu leben/ [et]c. Auß den Brünnlein Israelis : Bey Volckreicher Leich-Begängniß Herrn Jürgen Johan Sadlers/ Kunst-begierigen Gold-Schmiedes. Des ... Henrich Sadlers Wohlbenahmten/ Bürgers/ Brauers und Gold-Schmiedes hieselbst/ Hertzgeliebten eltisten Sohns. Welcher ... den 23. Junii des itztlauffenden 1693. Jahres ... diese Eitelkeit ... verlassen/ Und den 29. Eiusd: darauff ... in sein Ruhe-Kämmerlein eingesencket worden. Geschöpffet und vorgetragen ..., Hannover: Johann Peter Grimm, 1693; Digitalisat der Staatsbibliothek Berlin
- für Melchior Ludwig Westenholtz: Die Favoriten und Günstlinge Gottes/ Bey ... Bestattung Des ... Melchior Ludewig Westenholtz/ Churfürstl. Braunschw. Lüneb. ... Hoff- und Kloster-Raths/ wie auch Geheimten Cammer-Secretarii : Welcher/ den 18. Februarii, dieses lauffenden 1694. Jahrs ... dieser Zeitligkeit entnommen. Und denn/ Folgenden 9. Mertz/ in der H. Creutz-Kirche/ in dessen Erb-Begräbniß/ eingeleget worden, Hannover: Grimm, 1694
- für Kurfürst Ernst August: Lectissimum electoris ornamentum. Den Ausbündigsten Tugend-Habit/ Des ... Ernest Augusten/ Herzogen zu Braunschweig und Lüneburg ... Als Sr. Churfürstl. Durchl. den 23. Januarii dieses 1698. Heil-Jahrs ... dieser Zeitligkeit entnommen ..., Hannover: Grimm, 1698
- für Johann Henrich Wedekind: Die Auff die Aufferstehung Christi sich gründende Aufferstehung Hiobs Und Aller Gläubigen zum ewigen Leben, Aus des XIX. Capittels Hiobs 25. 26. 27. Versen Bey Christlicher Leich-Begängniß Des ... Herrn, Johann Henrich Wedekinds, Churfürstl. Braunschw. Lüneb. Treu-wachsahmen Pagen-Hoffmeisters; Welcher (Nachdem Er den dritten Oster-Tag, war der 10. Aprilis jetztlauffenden 1703. Jahrs ... entschlaffen) Den 17. desselben in Seine Ruhe-Kammer eingesencket wurde ... / Von Hermann Billerbeck, Churfürstl. Braunschw. Lüneb. Consistorial-Rath, und Hoff-Prediger, Hannover: Druck bei dem Kurfürstlichen Hofbuchdrucker Samuel Ammon, 1703; Digitalisat der Staats- und Universitätsbibliothek Göttingen